# جزیره اسرارآمیز
جزیره اسرارآمیز (به فرانسوی: L'Île mystérieuse) یکی از آثار مشهور ژول ورن، نویسنده فرانسوی و پیشگام داستان‌های علمی-تخیلی جهان است. این کتاب یکی از آثار مشهور ادبی جهان است.

## شرح داستان

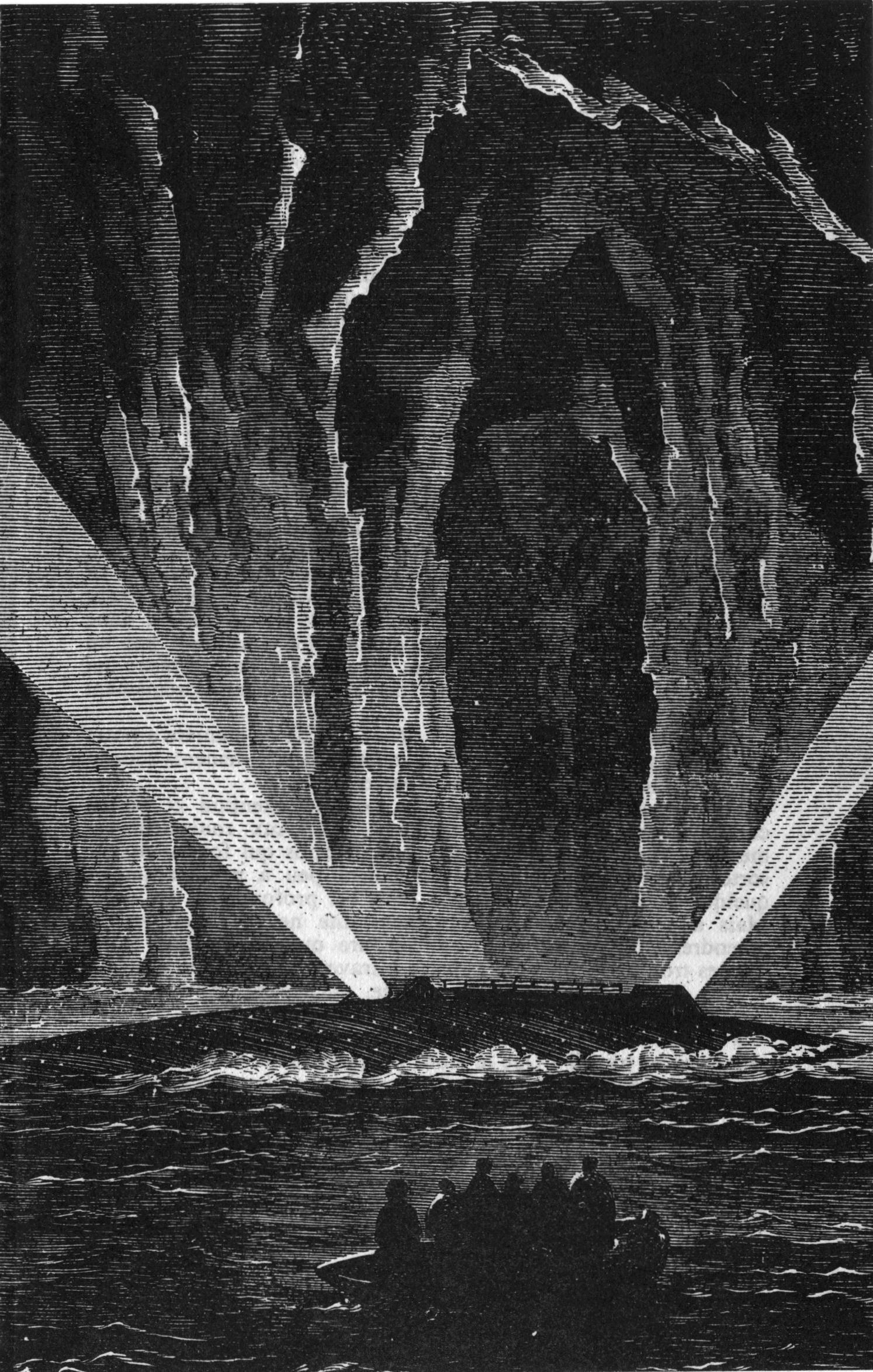
این تصویر در اصل در نسخه Hetzel جزیره اسرار آمیز نمایش داده شده است، و همچنین در نسخه های جدیدتر نیز نمایش داده شده است (این نمونه خاص در نسخه اخیر اسکن شده است). این تصاویر در اصل توسط “ژولز فرات” کشیده شده است. آنها اکنون در مالکیت عمومی هستند، زیرا تاریخ کپی‌رایت آنها منقضی شده است.

جزیره اسرارآمیز ماجراهای پنج نفر به نام‌های مهندس سایروس اسمیت، ناب برده سیاهپوست، ژدئون اسپیلت خبرنگار، ملوان پنکروف، نوجوانی به نام هاربرت براون را در یک جزیره ناشناخته روایت می‌کند. این پنج نفر در سال ۱۸۶۵ و در خلال جنگ‌های داخلی آمریکا، با یک بالن از زندانی در شهر ریچموند (واقع در ایالت ویرجینیای آمریکا) فرار می‌کنند و هفت هزار مایل به وسیله طوفان وحشتناکی بر فراز اقیانوس آرام به پیش رانده می‌شوند. در آخرین لحظات متلاشی شدن بالن، به ناچار در جزیره ای غیر مسکونی و ناشناخته در جنوب اقیانوس آرام فرود می‌آیند. وقتی بالن آنها در آستانه رسیدن به خشکی است، مهندس اسمیت به دریا سقوط می‌کند و در شرف مرگ قرار می‌گیرد. اما او به شکل معجزه آسا و مشکوکی نجات پیدا می‌کند.
آنها جزیره را به افتخار رئیس جمهورشان لینکلن نام‌گذاری می‌کنند و چهار سال از زندگی خود (از سال ۱۸۶۵ تا ۱۸۶۹ میلادی) را در این جزیره غیرمسکونی سپری می‌کنند. در این مدت از همه مهارت‌هایشان برای ادامه بقا استفاده می‌کنند و همه ابزار لازم برای شکار و دفاع از خود را می‌سازند، به بهترین وجه مکان امنی را برای سکونت درست می‌کنند، دامپروری راه می‌اندازند، کشاورزی می‌کنند و شروع به ساختن کشتی برای نجات از جزیره می‌کنند.
آنها در این جزیره با ماجراهای جذابی روبرو می‌شوند. از جمله حمله میمون‌ها و حیوانات وحشی دیگر، آمدن دزدان دریایی به جزیره، مبارزه با آنها و مجروح شدن شدید یک نفرشان. در تمام ماجراهایی که پیش می‌آید می‌دانند که نیروی مرموزی به آنها کمک می‌کند و بارها و بارها نجاتشان می‌دهد.
روزی نوشته‌ای به دست آنها می‌رسد و از روی آن آیرتون را (که ۱۲ سال در جزیره تابور، در همسایگی آنان زندانی بوده و خوی نیمه وحشی یافته) پیدا می‌کنند و از آنجا نجاتش می‌دهند.
ساکنان جزیره سرانجام با ناشناس مرموز قبل از مرگش آشنا می‌شوند. این ناشناس مهربان، کاپیتان نمو (یکی از شخصیت هایِ کتابِ بیست هزار فرسنگ زیر دریا) است که زیر دریایی معروف خودش یعنی ناتیلوس را در زیر آبهای اطراف جزیره لینکلن لنگر انداخته‌است. با ورود پروفسور اسمیت و همراهانش به جزیره، او تصمیم می‌گیرد آنجا را ترک کند؛ اما در اثر آتشفشان زیردریایی، توده‌های بازالت راه خروج نوتیلوس را مسدود می‌کند. کاپیتان نمو که سالیان آخر عمر خود را سپری می‌کرد، می‌میرد و ساکنان جزیره، طبق وصیتش او را در زیر دریایی خودش در زیر دریا دفن می‌کنند. در این زمان آتشفشان جزیره نیز شروع به فوران می‌کند و مسافران در نهایت به وسیله کشتی دونکان نجات می‌یابند.